# NGC 4773
NGC 4773 ist eine durch die Gravitation verbundene Doppelgalaxie im Sternbild Jungfrau. Die Objekte werden im Katalog unter NGC 4773-1 und NGC 4773-2 geführt. NGC 4773-1 ist eine 13,9 mag helle elliptische Galaxie vom Hubble-Typ E2; NGC 4773-2 eine 14,9 mag helle linsenförmige Galaxie vom Hubble-Typ S0 pec. Beide Galaxien sind etwa 150 Millionen Lichtjahre von der Milchstraße entfernt.
Sie wurden am 3. März 1786 von Wilhelm Herschel mit einem 18,7-Zoll-Spiegelteleskop entdeckt, der sie dabei mit „vF, S“ beschrieb.